# HMCS Waskesiu
HMCS Waskesiu (K330) – kanadyjska fregata z okresu II wojny światowej, jedna ze 135 zbudowanych jednostek typu River. Okręt został zwodowany 6 grudnia 1942 roku w stoczni Yarrow Shipbuilders w Esquimalt, a do służby w Royal Canadian Navy wszedł 17 czerwca 1943 roku z numerem burtowym K330. Podczas działań wojennych HMCS „Waskesiu” uczestniczył w eskorcie 20 konwojów, a w lutym 1944 roku wspólnie z bliźniaczą brytyjską fregatą HMS „Nene” zatopił niemieckiego U-Boota U-257. Jednostka została wycofana ze służby 29 listopada 1946 roku i w roku następnym sprzedana Indiom, gdzie służyła od 1950 roku jako pilotówka pod nazwą „Hooghly”.

## Projekt i budowa
Projekt okrętu powstał na skutek konieczności budowy jednostek eskortowych przeznaczonych do ochrony konwojów o lepszych parametrach od korwet typu Flower, budowanych masowo w początkowym okresie II wojny światowej. Bazując na rozwiązaniach konstrukcyjnych tych ostatnich, inżynier William Reed zaprojektował jednostki znacznie dłuższe, szersze, wyposażone w siłownię o większej mocy z dwiema śrubami (lecz nadal była to maszyna parowa, znacznie tańsza od nowocześniejszych turbin parowych), co w konsekwencji spowodowało wzrost zasięgu, dzielności morskiej, prędkości i ilości przenoszonego uzbrojenia. Wykorzystanie cywilnych metod budowy i podzespołów dało możliwość masowej i taniej produkcji okrętów nawet w małych stoczniach, w wyniku czego powstało aż 135 fregat typu River. Nowy typ jednostki zwalczania okrętów podwodnych był pierwszym, który został sklasyfikowany jako fregata.
HMCS „Waskesiu” zbudowany został w stoczni Yarrow Shipbuilders w Esquimalt. Stępkę okrętu położono 2 maja 1942 roku, a zwodowany został 6 grudnia 1942 roku .

## Dane taktyczno-techniczne
Okręt był oceaniczną fregatą, przeznaczoną głównie do zwalczania okrętów podwodnych. Długość całkowita wynosiła 91,8 metra (86,3 metra między pionami), szerokość 11,2 metra i zanurzenie maksymalne 3,89 metra . Wyporność standardowa wynosiła pomiędzy 1310 a 1460 ton, a pełna 1920–2180 ton . Okręt napędzany był przez dwie maszyny parowe potrójnego rozprężania o łącznej mocy 5500 KM, do których parę dostarczały dwa trójwalczakowe kotły Admiralicji . Dwuśrubowy układ napędowy pozwalał osiągnąć prędkość 20 węzłów . Okręt zabierał maksymalnie zapas 646 ton mazutu, co zapewniało zasięg wynoszący 7200 Mm przy prędkości 12 węzłów (lub 5400 Mm przy prędkości 15 węzłów) .
Uzbrojenie artyleryjskie jednostki składało się z dwóch pojedynczych dział uniwersalnych kal. 102 mm (4 cale) QF HA Mark XIX L/40 . Uzbrojenie przeciwlotnicze składało się z 4–6 pojedynczych działek automatycznych Oerlikon kal. 20 mm Mark II/IV L/70 . Broń ZOP stanowiły: miotacz Hedgehog oraz osiem miotaczy i dwie zrzutnie bomb głębinowych (z łącznym zapasem do 150 bg) . Wyposażenie radioelektroniczne obejmowało radary Typ 271 lub 272, 291 oraz sonary .
Załoga okrętu składała się z 140 oficerów, podoficerów i marynarzy .

## Służba
Okręt wszedł do służby w Royal Canadian Navy 17 czerwca 1943 roku, otrzymując numer taktyczny K330. Podczas wojny jednostka uczestniczyła w eskorcie 20 konwojów: HX-258 (wrzesień 1943 roku), ON-211 (listopad), HX-268 (grudzień), SL-143MK (grudzień 1943 roku – styczeń 1944 roku), ONS-26, ON-218, OS-64KM, SL-144MK, OS-65KM, SL-145MK, KMF-28 (styczeń), HX-277, ONS-29, ON-224, SC-153 (luty), RA-59 (kwiecień – maj), ETM-66 (sierpień), ON-253 (wrzesień), HX-349 (kwiecień 1945 roku) i ON-301 (maj) .
24 lutego 1944 roku „Waskesiu”, płynący w eskorcie konwoju SC-153, na północ od Azorów na pozycji 47°19′N 26°00′W/47,316667 -26,000000 zatopił bombami głębinowymi (wspólnie z bliźniaczą brytyjską fregatą HMS „Nene”) niemieckiego U-Boota U-257, na którym zginęło 30 członków załogi (uratowano 19 osób, które trafiły do niewoli).
W 1944 roku wzmocniono uzbrojenie przeciwlotnicze jednostki, instalując dodatkowe działka kal. 20 mm (od tego momentu fregata była uzbrojona w 10-12 działek Oerlikon kal. 20 mm Mark II/IV L/70 (sześć podwójnych lub cztery podwójne i dwa pojedyncze)  . W 1945 roku dokonano kolejnej modyfikacji uzbrojenia: zdemontowano dwa pojedyncze działa kal. 102 mm, instalując w zamian podwójny zestaw QF Mark XVI L/45 tego samego kalibru  .
Jednostka została wycofana ze służby 29 listopada 1946 roku i następnie sprzedana w 1947 roku Indiom, gdzie służyła od 1950 roku jako pilotówka pod nazwą „Hooghly”
.